# Batalla en el Harzhorn
La Batalla en el Harzhorn tuvo lugar a principios del siglo III entre los pueblos germánicos y los romanos cerca de la colina Harzhorn entre las ciudades de Kalefeld y Bad Gandersheim, en el estado de Baja Sajonia, Alemania.

## Campo de batalla

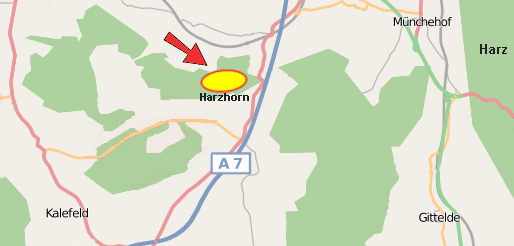
Ubicación del campo de batalla, se encuentra al sur de la Baja Sajonia, cerca del municipio de Wiershausen.

El campo de batalla, que abarca varios kilómetros cuadrados, fue descubierto en diciembre de 2008 y actualmente está siendo excavado. Las monedas romanas encontradas en el sitio dan una fecha probable de la batalla durante el reinado de uno de los dos emperadores romanos: Alejandro Severo (222–235) o Maximino el Tracio (235–38).
Los arqueólogos ven el campo de batalla como un espectacular descubrimiento de extraordinaria importancia científica. Junto con la batalla del Bosque de Teutoburgo y el campamento romano de Bentumersiel y el campamento romano de Hedemünden, este es uno de los pocos sitios arqueológicos romanos en el norte de Alemania.

## Contexto histórico
Las monedas de los emperadores romanos Caracalla (211 a 217) y Severo Alejandro data la batalla en el segundo cuarto del siglo III d. C. Esto sitúa la batalla en el cruce entre el reinado de los emperadores severos y el comienzo de la crisis del siglo III.

### Los emperadores severos
El Imperio Romano fue gobernado por la dinastía de emperadores Severos desde 193 a 235. El reinado de los emperadores de Severos se considera como una última fase de relativa estabilidad antes de la tumultuosa era de los emperadores de los cuarteles y la crisis del siglo III.

### Crisis delsigloIII
El asesinato del último emperador de la dinastía Severa, Severo Alejandro, y la ascensión de Maximino Tracio, un praefectus legionis de origen tracio, al púrpura, marcan el acontecimiento de época de la «Crisis del siglo III». Durante los siguientes 50 años, el Imperio Romano estaría gobernado por unos 20 a 25 pretendientes al trono imperial, invadido por muchos enemigos extranjeros (entre ellos los alamanni, los godos y los vándalos), e incluso dividido en tres imperios en competencia.

## La batalla

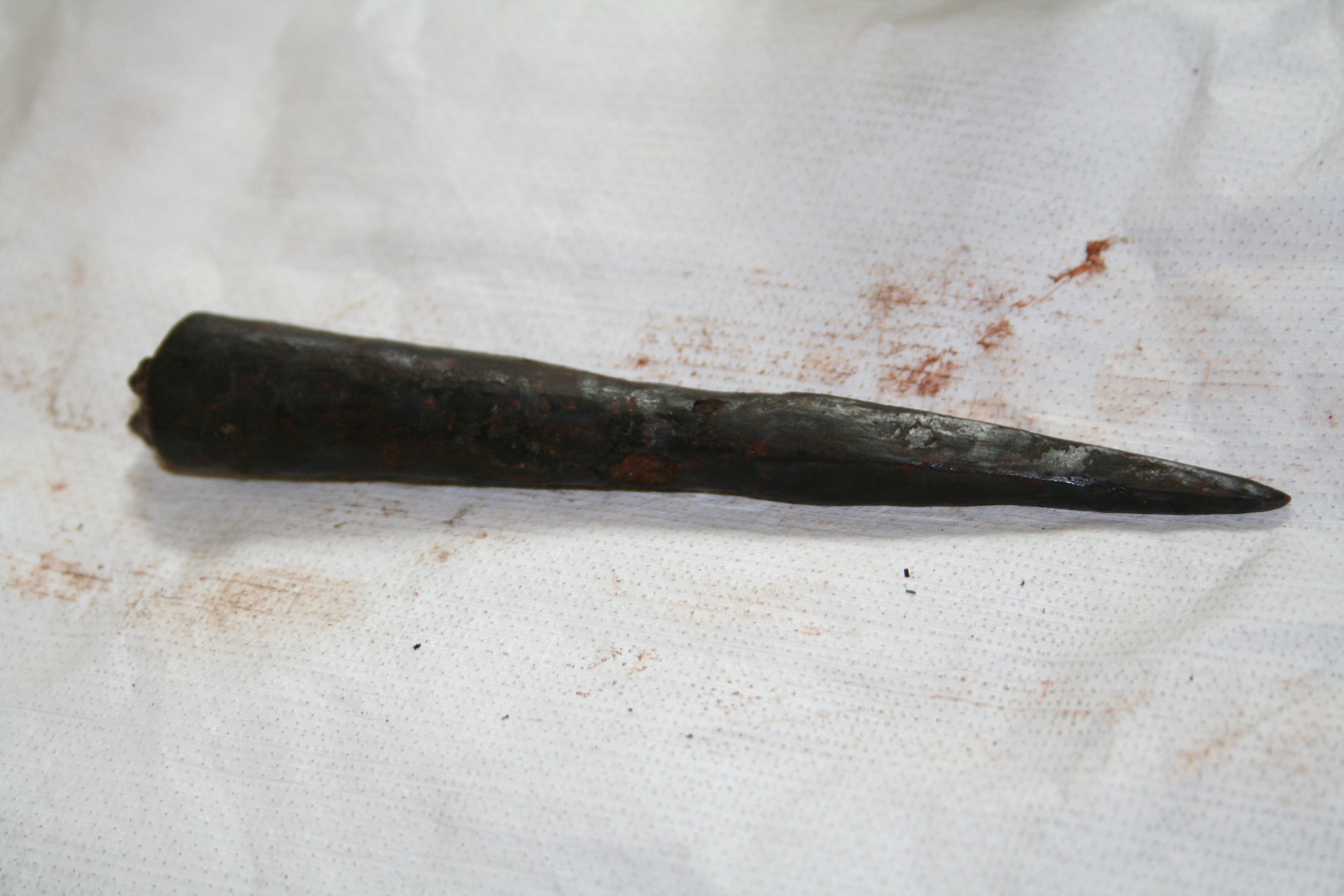
Punta de flecha romana hallada durante la restauración.

Los arqueólogos responsables de la excavación creen que los cerca de 1500 artefactos encontrados en el lugar de la batalla están asociados con legionarios romanos. Sólo una punta de lanza y unas pocas puntas de flecha pueden ser identificadas ciertamente como germánicas. Dado que las tribus germánicas de la época también estaban a veces equipadas con armamento romano, una de las primeras suposiciones fue que esto podría haber sido una batalla inter-germánica. Otras excavaciones germánicas de la época revelan que muchos de estos conflictos se libraron durante el siglo III. El hallazgo de muchos pernos asociados con el escorpión o Cheiroballistra, que fueron usados exclusivamente por las legiones romanas, prueban, según los científicos involucrados, que esta batalla involucró un mayor número de tropas romanas.
La hipótesis de trabajo de los científicos es que las tropas romanas estaban en su camino de regreso de la llanura del Norte de Alemania. Encontraron el paso del Harzhorn bloqueado por un gran número de alemanes, y tuvieron que abrirse paso luchando con su artillería romana superior. Los hallazgos indican un éxito romano, debido a su superior tecnología militar.